# Down Rodeo
Down Rodeo è un singolo del gruppo rap metal statunitense Rage Against the Machine, pubblicato nel 1996 ed estratto dall'album Evil Empire.
Il brano è stato scritto da Zack de la Rocha e composto dai Rage Against the Machine.

## Tracce
1. Down Rodeo – 5:20